# 近代能楽集
『近代能楽集』（きんだいのうがくしゅう）は、三島由紀夫の戯曲集。能の謡曲を近代劇に翻案したもので、国内のみならず海外でも舞台芸術として好評な作品群である。自由に時間と空間を超える能楽の特質を生かし、独自の前衛的世界を醸し出しているこれらの作品群は、写実的な近代演劇では描ききれない形而上学的な主題や、純化した人間の情念を象徴的に表現している。
1956年（昭和31年）4月30日に新潮社より刊行されたものには、「邯鄲（かんたん）」「綾の鼓（あやのつづみ）」「卒塔婆小町（そとばこまち）」「葵上（あおいのうえ）」「班女（はんじょ）」の5曲が収録され、1968年（昭和43年）3月25日刊行の新潮文庫版には、「道成寺（どうじょうじ）」「熊野（ゆや）」「弱法師（よろぼし）」の3曲を加えた全8曲が収録された。「源氏供養（げんじくよう）」という9作目も発表されたが、三島が自分の意思で廃曲とした。
翻訳版はドナルド・キーン訳（英題：Five Modern Noh Plays）をはじめ、イタリア（伊題：Cinque nō moderni）、フランス（仏題：Cinq nôs modernes）など世界各国で行われている。

## 作品成立・概要
三島由紀夫は少年時代から歌舞伎や能楽に親しんでいたが、近代能の創作動機については、明治・大正期の劇作家・郡虎彦が能の『鉄輪（かなわ）』『道成寺』『清姫』を原作そのままの時代の筋と、ホフマンスタール風なアレンジで近代的一幕物にしていたことからヒントを得たとし、自身の翻案意図との違いについては以下のように説明している。
能は舞台装置がほとんどなく、いわば「無の空間」で、何の制限も無しにドラマが展開されるが、三島はその感覚を取り入れ、一般的な近代劇とは異質な独自の新しい演劇世界を設定した。
なお、番外編として、1957年（昭和32年）に企画されたニューヨーク上演用に、『卒塔婆小町』『葵上』『班女』の3曲を繋ぐ場面を新たに創作し、構成・加筆して統一的な芝居にした『Long After Love』（邦題：恋を求めて幾年月）という3幕物の戯曲もある。タイトルは、〈恋のずっと後〉と〈恋を慕う〉という二つの意味を兼ねてつけられ、前者の意味は『卒塔婆小町』にあり、後者の意味は『葵上』と『班女』にある。また、『葵上』と『卒塔婆小町』の間にはさむものとして、狂言『附子』をアレンジした『附子（ぶす）』もある。この2曲は1957年（昭和32年）10月に創作された。

## 作品評価・研究
三島の近代能は、能を世界に紹介した、という点においてその功績は大きい。中でも『卒塔婆小町』への評価は国内と同様に高く、『班女』も海外で人気が高い。ドイツでも『邯鄲』が高く評価され、「三島ブーム」が起きた。
ドナルド・キーンは、郡虎彦の「近代能」は能の構造や空間を無視していたために「近代的」であったが「能」ではないとし、三島の能は原典の詞章や筋に拘ってはいないが、その伝統を受け継ぎ、翻案というよりも「能のココロにインスパイアされた新作」で、「すばらしい二十世紀の文学を拵えた」と解説している。
特に『卒塔婆小町』は、ドナルド・キーンも「日本の新劇の最高峰」と評しているように、総じて「傑作」と称されることが多く、詩人の台詞の〈やつと思い出した。うん。……さうだ、君は九十九のおばあさんだつたんだ〉では、時間の流れを逆転させ、80年先の「未来の記憶」が蘇るといった斬新な世界を創り出していると松本徹は解説している。

## 邯鄲
「邯鄲」（かんたん）は1950年（昭和25年）、雑誌『人間』10月号に掲載された。三島は、原典『邯鄲』との違いについて、〈解釈は一見顛倒してゐるが、それは生活感情が顛倒してゐるせいで、謡曲の作者も現代に生れてゐれば、かういふ主題の展開法をとつたであらう〉とし、現代化するにあたり主題の展開を変化させている。

### あらすじ
18歳の次郎は、幼少の頃に自分の面倒をみて辞めて行った女中で乳母の菊の家を訪ねてみた。可愛がっていたお坊ちゃまとの10年ぶりの再会に喜ぶ菊。次郎は菊の家に邯鄲という里から来た枕があると噂で聞いてやって来たのだった。その不思議な枕は菊の家系が代々宝物にしていたもので、その枕で寝て夢から覚めると、何もかも虚しく馬鹿らしくなってしまうという。菊の旦那もその邯鄲の枕で寝てから家出してしまっていた。それ以来、菊の家の庭の花が咲かなくなってしまった。
人生が始まらないうちから、すでに世の中が馬鹿らしいと思っている次郎は、自分にはその枕の効き目はないことを試してみたかったのだった。次郎は邯鄲の枕で眠りについた。夢の中で次郎は美女や踊子たちに、ちやほやされるが冷たくあしらう。そして秘書も現われ、次郎は自分が社長であることを知らされた。しかし次郎は全財産を放り出し寄付したので、秘書の気回しで政治家となる。そしていつの間にか独裁者とされていた。しかし端から夢を生きていない次郎は夢の中で寝てばかりだった。
老国手に化けていた邯鄲の里の精霊は、このままでは、「現世のはかなさを知る」という教訓が次郎にもたらされないと考え、次郎を服毒死させて目が覚めるという筋書きに変えようとする。しかし次郎は、「夢のなかだって僕たちは自由です。生きようとしたって生きまいとしたって、あなたの知ったことじゃないじゃないか」と精霊の説教を聞き入れず、死ぬのを拒む。「邯鄲の枕」の教訓を与える任務が果たされないことに怒った精霊は、このまま次郎を生かして返すわけにはいかず、「あんたは一度だってこの世で生きようとしたことがないんだ。つまり生きながら死んでいる身なんだ」と迫るが、次郎は「僕は生きたいんだ」と言って毒薬をはねつけた。
朝、目が覚めた次郎を見た菊は、そこに変らない罪のない可愛らしい顔を見るが、亭主のように自分を見捨てて、さすらいの旅に出てしまうのかと不安になった。しかし次郎はずっと菊と一緒にここにいると誓う。そして辺りを見ると、庭の一面にきれいな百合や薔薇、桜草やすみれや菊の花々が咲いていたのだった。

### おもな舞台公演
- 文学座アトリエ第5回公演
  - 1950年（昭和25年）12月15日 - 17日 東京・文学座アトリエ
  - 演出：芥川比呂志。音楽：團伊玖磨
  - 出演：久門祐夫、新村礼子、文野朋子、関山君子、醍醐弘之、奥野匡、芥川比呂志
  - ※ 福田恆存作『堅塁奪取』と併演。
- 三島由紀夫「近代能楽集」上演委員会主催公演 II
  - 1979年（昭和54年）6月5日 - 13日 東京・国立劇場小劇場
  - 演出：串田和美。美術；横尾忠則。音楽：越部信義
  - 出演：河内桃子、野村耕介、秋川リサ、四葉寿和子、笹野高史、野村万之丞
  - ※ 『葵上』、『道成寺』と併演。
- 東京グローブ座特別公演「三島由紀夫メモリアル」蜷川カンパニー公演
  - 1990年（平成2年）1月26日 - 30日 東京グローブ座、2月8日 - 27日 新神戸オリンタル劇場
  - 演出：村井秀安
  - 出演：松田洋治、松本留美、高沢順子、瀬下和久、青山達三
  - ※ 『卒塔婆小町』と併演。
- 劇団昴公演 芸術祭主催公演「三島由紀夫近代能楽集」
  - 1990年（平成2年）11月1日 - 12日 東京・三百人劇場
  - 演出：西川信広
  - 出演：後藤加代、山本陽一、北村総一朗、坂本長利、熊谷真美
  - ※ 『綾の鼓』と併演。
  - ※ 1991年（平成3年）1月9日にNHK衛星第二で舞台中継。
- Alchemists' Lab. 公演
  - 1993年（平成5年）7月8日 - 11日 東京・ジェルスホール
  - 演出：N・フォースター
  - 出演：本間充、三沢えり子、ほか
  - ※ 英語上演。

## 綾の鼓
「綾の鼓」（あやのつづみ）は1951年（昭和26年）、雑誌『中央公論』1月号に掲載された。原典の『綾鼓』は、最後まで庭掃き老人の女御に対する恨みや執着があるが、三島は幕切れの華子の台詞に〈美女の奢りと気位〉を終結させて現代化し、〈このセリフを言ふときの華子は、恋愛が約束する全世界以上のものを期待してゐる。恋が捧げうるすべてのものの、そのもう一つ先が、華子は欲しい。この奢りの前に、岩吉の亡霊も、万斛の怨みを抱いて破れ去るほかない〉としている。

### あらすじ
ビルの3階にある法律事務所で働く老小間使・本田岩吉は、真向かいのビル3階の洋裁店を訪れる華子に一目惚れをし、想いを寄せている。岩吉は事務員の加代子に、華子への恋文を毎日届けてもらい、もう100通になっていた。
ある日、その手紙を読んだ華子の取り巻きの客たちは、岩吉に音の出ない芝居用の、皮のかわりに綾が張ってある鼓を渡し、もし窓越しに鼓の音が届けば華子が想いを叶えるという悪戯を思いついた。そして窓から鼓と手紙を岩吉の窓へ投げ送った。華子はその悪戯を黙認していた。岩吉は喜び勇んで鼓を打つが、どこを打っても音は鳴らず、からかわれたことを知る。そして向かいの窓のあざけりの笑いを聞き、絶望して窓から身を投げた。
1週間後の深夜、岩吉の亡霊に呼ばれ、華子は洋裁店に来た。華子は岩吉が想い描いていたような貴婦人ではなく、元娼婦のような女だったが、岩吉の亡霊は再び華子への恋を証明するために鼓を鳴らす。鼓は鳴ったが、華子は「きこえません」と冷たくあしらった。岩吉の亡霊は鼓を打ち続けたが、100回目で諦め消え去って行った。そのあと華子は、「あたくしにもきこえたのに、あと一つ打ちさえすれば」とぽつり言う。

### おもな舞台公演
- 俳優座第3回勉強会
  - 1952年（昭和27年）2月13日 - 14日 東京・三越劇場
  - 演出：島田安行
  - 出演：東野英治郎、山岡比佐乃、松本克平、成瀬昌彦、天野創治郎、平松淑美、川上夏代
  - ※ レオンハルト・フランク作『チョコレート』と併演。
- 断紘会「円型劇場形式による創作劇の夕」
  - 1955年（昭和30年）12月5日 東京・産経会館国際会議場
  - 演出：武智鉄二
  - 出演：観世静夫、桜間道雄、茂山七五三、茂山千之丞、野村万之丞、長岡輝子、岸田今日子、宮内順子
  - ※ 能形式による公演。昭和30年度芸術祭参加。
  - ※ アルノルト・シェーンベルク作曲『月に憑かれたピエロ』と併演。
- 文学座アトリエ第28回公演「三島由紀夫特集」
  - 1957年（昭和32年）4月16日 - 25日 東京・文学座アトリエ
  - 演出：戌井市郎
  - 出演：福田妙子、小瀬格、飯田紀美夫、高木均、大久保和子、北見治一
  - ※ 『大障碍』と併演。
  - ※ 1957年（昭和32年）4月25日にNHKラジオ第二で『大障碍』とともに舞台中継。
- 西ドイツ大使館主催公演
  - 1959年（昭和34年）4月1日 東京・ドイツ・クラブO・A・G
  - 演出：ヘレン・マッカルパイン。作曲：黛敏郎
  - 出演：ヘレン・マッカルパイン、ほか
  - ※ 『班女』、『葵上』と併演。英語上演。
- 新派公演
  - 1962年（昭和37年）5月2日 - 26日 東京・新橋演舞場
  - 演出：松浦竹夫
  - 出演：水谷八重子、金田龍之介、大久保彰久、小柳修次、京塚昌子、光本幸子、大矢市次郎
  - ※ 夜の部、川口松太郎作『女のあしおと』ほかと併演。
- 三島由紀夫「近代能楽集」上演委員会主催公演 I
  - 1976年（昭和51年）7月3日 - 13日 東京・国立劇場小劇場
  - 演出：石坂秀二。美術；金森馨
  - 出演：高塚敏、加賀まりこ、上杉二美、英太郎、内田勝正、勝部演之、小竹外登美、楠田薫
  - ※ 『卒塔婆小町』（3 - 6日）『綾の鼓』、『班女』（3日 - 13日）、『弱法師』（7日 - 13日）と連続公演。
  - ※ キングレコードより1976年（昭和51年）12月、舞台録音のLPレコード発売。
  - ※ 新潮カセットブック「近代能楽集（一）」として1991年（平成3年）6月、舞台録音のカセットテープ発売。
- 劇団昴公演 芸術祭主催公演「三島由紀夫近代能楽集」
  - 1990年（平成2年）11月1日 - 12日 東京・三百人劇場
  - 演出：酒井洋子
  - 出演：久米明、森山潤久、中村雄一、伊藤和晃、水野ゆふ、山口小夜子
  - ※ 『邯鄲』と併演。
  - ※ 1991年（平成3年）1月10日にNHK衛星第二で舞台中継。

## 卒塔婆小町
「卒塔婆小町」（そとばこまち）は1952年（昭和27年）、雑誌『群像』1月号に掲載された。三島は〈時間と空間を超越した詩のダイメンション〉を舞台に実現しようという近代能楽の試みに触れ、原典の『卒塔婆小町』を翻案した主題については、〈作者自身の芸術家としての決心の詩的告白〉だという点で『邯鄲』と同じとし、〈詩人のやうな青春を自分の内にひとまづ殺すところから、九十九歳の小町のやうな不屈な永劫の青春を志すことが、芸術家たるの道だと愚弄してゐるわけである」と語っている。
そして作品の意図について、〈現代における観念劇と詩劇とのアマルガム〉であるとし、台詞には〈無韻の詩〉が流れ、舞台には〈詩的情緒の醸成のもうひとつ奥に、硬い単純な形而上学的主題〉が存在しなければならないとしている。

### あらすじ
夜の公園のモク（煙草の吸殻、類語はシケモク）拾いの老婆が、ベンチの恋人たちの邪魔をしながら拾ったモクを数えている。それを見ていたほろ酔いの詩人が老婆に声をかける。詩人は、ベンチで抱擁している若いカップルたちを生の高みにいると言うのに対し、老婆は、「あいつらは死んでるんだ」、「生きているのは、あんた、こちらさまだよ」と言う。
そのうち老婆は自分が昔、小町と呼ばれた女だと言い、「私を美しいと云った男はみんな死んじまった。だから、今じゃ私はこう考える、私を美しいと云う男は、みんなきっと死ぬんだと」と説明した。笑う詩人に老婆は、80年前、参謀本部の深草少将が自分の許に通ってきたこと、鹿鳴館の舞台のことを語り出す。
すると、公園は鹿鳴館の舞台に変貌し、舞踏会に招かれた男女が小町の美貌を褒めそやす。詩人（深草少将）は19歳の令嬢となった美しい小町とワルツを踊り、小町（老婆）の制止も聞かず、「何かをきれいだと思ったら、きれいだと言うさ、たとえ死んでも」と宣言し、「君は美しい」と言ってしまう。そして、「僕は又きっと君に会うだろう、百年もすれば、おんなじところで…」と言い死ぬ。
「もう百年」と老婆が言う。すると、再び舞台が公園のベンチに戻る。死んだ詩人は警官たちに運ばれ、99歳の皺だらけの老婆は、またモクの数を数えはじめる。

### おもな舞台公演
- 文学座アトリエ第9回公演
  - 1952年（昭和27年）2月19日 - 25日 東京・文学座アトリエ
  - 演出：長岡輝子
  - 出演：長岡輝子、樋口迪也、奥野匡、松浦竹夫、福田妙子、ほか
- 文学座公演
  - 1952年（昭和27年）11月11日 - 14日 大阪・毎日会館、11月21日 東京・桐朋学園講堂
  - 演出：松浦竹夫
  - 出演：丹阿弥谷津子、仲谷昇、北村和夫、加藤和夫、福田妙子、ほか
  - ※ 榊原政常作『しんしゃく源氏物語』と併演。
- 関西歌劇団創作オペラ第2回公演[19]
  - 1956年（昭和31年）3月13日 - 14日 大阪・産経会館
  - 作曲：石桁真礼生。指揮；朝比奈隆。演出；武智鉄二
  - 出演：木村四郎、桂斗伎子、浜田洋子、窪田譲、安則雄馬、伊勢川佳子
  - ※ オペラ化
  - ※ 谷崎潤一郎作『マンドリンを弾く男』と併演。
- 五条珠実公演
  - 1958年（昭和33年）11月30日 東京・新橋演舞場
  - 演出：青山圭男
  - 出演：五条珠実、青山圭男、泉徳右衛門、五条雅巳、ほか
  - ※ 舞踊劇化
- 三島由紀夫「近代能楽集」上演委員会主催公演 I
  - 1976年（昭和51年）7月3日 - 6日 東京・国立劇場小劇場
  - 演出：蜷川幸雄。美術；金森馨
  - 出演：平幹二朗、寺泉哲章、宇田郁馬、青井陽治、石原昭宏、ほか
  - ※ 『卒塔婆小町』（3 - 6日）、『綾の鼓』、『班女』（3日 - 13日）、『弱法師』（7日 - 13日）と連続公演。
  - ※ キングレコードより1976年（昭和51年）12月、舞台録音のLPレコード発売。
  - ※ 新潮カセットブック「近代能楽集（一）」として1991年（平成3年）4月、舞台録音のカセットテープ発売。
- 三島由紀夫「近代能楽集」上演委員会主催公演 III
  - 1981年（昭和56年）7月7日 - 15日 東京・国立劇場小劇場
  - 演出：竹邑類。美術；妹尾河童
  - 出演：長嶺ヤス子、光田昌弘、森大河、宮木茂、今井敦、富田晃代、ほか
  - ※ 舞踊劇化
  - ※ 『源氏供養』、『熊野』と併演。
- 第三エロチカ公演
  - 1989年（平成元年）4月5日 - 9日 東京・SPACE ZERO
  - 演出：川村毅
  - 出演：有薗芳記、坂本容志枝、岡義憲、ほか
  - ※ 『葵上』と併演。
- 東京グローブ座特別公演「三島由紀夫メモリアル」蜷川カンパニー公演
  - 1990年（平成2年）1月26日 - 30日 東京グローブ座、2月8日 - 27日 新神戸オリンタル劇場
  - 演出：蜷川幸雄
  - 出演：壌晴彦、井上倫宏
  - ※ 『邯鄲』と併演。
- プロツー・カンパニー公演
  - 1990年（平成2年）11月3日 - 8日 東京・国立劇場小劇場、11月10日 - 11日 名古屋芸術創造センター、
11月13日 - 14日 大阪・サンケイホール、11月15日 大津市民会館、
11月17日 - 19日 横浜市旭区民文化センター・サンハートホール、11月23日 高崎・群馬音楽センター
  - 演出：宮永雄平
  - 出演：李麗仙、牛山茂、佐堂克実、上野綾子、岡部健、ほか
  - ※ 『葵上』と併演。
  - ※ 1991年（平成3年）1月12日にNHK衛星第二で東京公演を舞台中継。
- パルコ公演
  - 1996年（平成8年）6月5日 - 23日 東京・PARCO劇場、6月26日 - 29日 大阪・メルパルクホール
  - 演出：美輪明宏
  - 出演：美輪明宏、岸本祐二、山田武、倉持一裕、斎藤真依、伊東知香、ほか
  - ※ 『葵上』と併演。
- 万の会 第23回蝸牛の会
  - 1997年（平成9年）11月12日 東京・国立能楽堂
  - 演出：野村万蔵
  - 出演：村松英子、野村良介、入江若葉、森田順平、山下光保、西本裕行、ほか
  - ※ 能『卒塔婆小町』と併演。
- ホリプロ制作公演
  - 2001年（平成13年）7月12日 - 14日 彩の国さいたま芸術劇場大ホール、
7月20日 - 21日 新潟・りゅーとぴあ新潟市民芸術文化会館劇場、
7月25日 - 27日 大阪・シアター・ドラマシティ、7月31日 - 8月12日 東京・Bunkamura シアターコクーン
  - 演出：蜷川幸雄
  - 出演：壌晴彦、横田栄司、清家栄一、塚本幸男、鈴木豊、新川将人、ほか
  - ※ 『弱法師』と併演。
  - ※ 2001年（平成13年）6月27日 - 30日 ロンドン・バービカン劇場で上演。
- パルコ公演
  - 2002年（平成14年）4月5日 - 29日 東京・PARCO劇場、5月1日 富山・オーバード・ホール、
5月7日 仙台市民会館大ホール、5月8日 盛岡市民文化ホール大ホール、
5月11日 浜松・アクトシティ浜松大ホール、5月13日 - 14日 名古屋・愛知厚生年金会館、
5月16日 - 17日 福岡市民会館、5月18日 広島郵便貯金ホール、5月21日 - 25日 大阪・シアター・ドラマシティ
  - 演出：美輪明宏
  - 出演：美輪明宏、宅麻伸、木村彰吾、倉持一裕、仮屋ルリ子、高森由里子、ほか
  - ※ 『葵上』と併演。
- 国立能楽堂11月特別企画公演「特集 小町」
  - 2004年（平成16年）11月25日 - 26日 東京・国立能楽堂
  - 演出：鴨下信一
  - 出演：岸田今日子、茂山逸平、ほか
  - ※ 朗読
  - ※ 能『通小町』と併演。***
- スタジオライフ公演
  - 2017年8月17日 - 9月3日 新宿シアターモリエール
  - 演出：倉田淳
  - 出演：倉本徹、山本芳樹、関戸博一、仲原裕之、宇佐見輝、ほか

### テレビ・ラジオドラマ化
- 『卒塔婆小町』[20]（NHKテレビ） 1958年（昭和33年）10月30日 木曜日 20:15 - 20:59
  - 演出：梅本重信
  - 出演：東山千栄子、高橋昌也、夏川大二郎、横森久、浜田寅彦、馬淵晴子、喜多道枝、高橋真子、杉田俊也、水島千明、ほか
  - ※ プロローグに語り部として三島が出演。昭和33年度芸術祭参加。
- ラジオ劇場『卒塔婆小町』（ニッポン放送） 1963年（昭和38年）9月15日
  - 音楽：佐藤慶次郎
  - 出演：細川ちか子、佐野浅夫、牧野義介、ほか

## 葵上
「葵上」（あおいのうえ）は1954年（昭和29年）、雑誌『新潮』1月号に掲載された。葵の死の結末は、能の『葵上』よりも、大元の原典である『源氏物語』の第9帖「葵」に沿っている。三島は主題について、ヒロインの〈嫉妬に集中させてゐる〉とし、〈殊にラストの、生霊と現身の電話の声とが交錯するところは、スリラー劇的な興味をねらつてゐる〉と説明している。

### あらすじ
入院して毎夜うなされ苦しむ妻・葵のもとへ、美貌の夫・若林光が見舞いに訪れた。看護婦によると毎晩見舞いに来るブルジョア風の女がいるという。光が病室にいると、和服姿に黒い手袋をつけた六条康子が現れた。光と康子はかつて恋仲であった。毎夜、葵を苦しめていたのは嫉妬心に駆られた六条康子の生霊であった。康子（生霊）は光の気持ちを自分のほうへ向けようとする。
病室に、かつて2人で乗った湖上のヨットが現われ、康子は幸福だった昔の思い出を語り出す。その不思議な魔力によって、一瞬、妻の葵のことを忘れそうになった光だったが、葵のうめき声で我にかえり、康子の愛を拒絶する。康子は消えていった。
病室の光はふと思いついて、六条康子の家に電話をかけた。康子（生身）は電話に出て、ずっと家で寝ていたと言う。その時、病室のドアの外から、さっきの康子（生霊）が、忘れた黒手袋をとって頂戴と光に声をかけた。受話器をそのままにして光は病室から出て行った。そして受話器から康子（生身）の、「何の用なの？ もしもし、光さん、もしもし」という声が響く中、突然、葵が苦しみ出し床の上に転がり落ちて死ぬ。

### おもな舞台公演
- 文学座公演
  - 1955年（昭和30年）6月18日 - 23日 大阪・毎日会館、6月24日 - 25日 京都・弥栄会館、7月11日 - 24日 東京・第一生命ホール
  - 演出：戌井市郎。音楽：黛敏郎
  - 出演：北城真記子、神山繁、岸田今日子、井上靖子
  - ※ 『只ほど高いものはない』と併演。
- 西ドイツ大使館主催公演
  - 1959年（昭和34年）4月1日 東京・ドイツ・クラブO・A・G
  - 演出：ヘレン・マッカルパイン。作曲：黛敏郎
  - 出演：ヘレン・マッカルパイン、ほか
  - ※ 『綾の鼓』、『班女』と併演。英語上演。
- 花柳滝二リサイタル
  - 1963年（昭和38年）9月20日 東京・イイノ・ホール
  - 演出：堂本正樹
  - 出演：花柳滝二、森武久明、花柳京芙美、成田光子、ほか
  - ※ 舞踊劇化
- 新宿文化プロデュース・アートシアター演劇公演 No.29
  - 1967年（昭和42年）11月17日 - 12月2日 東京・アートシアター新宿文化
  - 演出：堂本正樹
  - 出演：楠侑子、真咲美岐、伊藤昌、亀石征一郎
  - ※ 『熊野』と併演。昭和42年度芸術祭参加。
- 劇団浪曼劇場＋ジァンジァン提携実験劇場公演「三島由紀夫の夕べ」
  - 1971年（昭和46年）3月14日 - 25日 東京・ジァンジァン
  - 演出：松浦竹夫
  - 出演：丸山明宏、中山仁、三木マイ子、伊藤昌
  - ※ 『船の挨拶』ほかと併演。
- 三島由紀夫「近代能楽集」上演委員会主催公演 II
  - 1979年（昭和54年）6月5日 - 13日 東京・国立劇場小劇場
  - 演出：高橋三千綱
  - 出演：入江若葉、沢田亜矢子、芧野裕城子、光田昌弘
  - ※ 『邯鄲』、『道成寺』と併演。
- 佐藤正隆事務所プロデュース第1回公演
  - 1988年（昭和63年）6月23日 - 7月3日 東京・三百人劇場、7月5日 京都府立勤労会館、
7月6日 - 7月7日 大阪・毎日ホール、7月9日 金沢・石川県文教会館ホール
  - 演出：萩原朔美
  - 出演：池端慎之介、長谷川初範、田根楽子、松下弥生
  - ※ 『道成寺』と併演。
- 第三エロチカ公演
  - 1989年（平成元年）4月5日 - 9日 東京・SPACE ZERO
  - 演出・美術：川村毅
  - 出演：川村毅、海老原洋之、有薗芳記、黒沢幸代、ほか
  - ※ 『卒塔婆小町』と併演。
- 東京グローブ座特別公演「三島由紀夫メモリアル」
平岡紀子プロデュース ダンス・ネオ・ミシマ「エクリプス（月蝕） ―近代能楽集より」
  - 1990年（平成2年）1月17日 - 21日 東京グローブ座
  - 構成・演出・振付：竹邑類。製作；平岡紀子
  - 出演：安達悦子、田島徹也、橋本さとみ、鈴木レイ子、前田清実、ほか
  - ※ ダンス化。「三日月の章 ―葵上」として上演。
  - ※ 『弱法師』のダンス化「新月の章 ―弱法師」と同時上演。
- プロツー・カンパニー公演
  - 1990年（平成2年）11月3日 - 8日 東京・国立劇場小劇場、11月10日 - 11日 名古屋芸術創造センター、
11月13日 - 14日 大阪・サンケイホール、11月15日 大津市民会館、
11月17日 - 19日 横浜市旭区民文化センター・サンハートホール、11月23日 高崎・群馬音楽センター
  - 演出：茂山千之丞
  - 出演：沢村藤十郎、佐野史郎、小林哲子、藤咲めぐみ
  - ※ 『卒塔婆小町』と併演。
  - ※ 1991年（平成3年）1月12日にNHK衛星第二で東京公演を舞台中継。
- T.P.T 「THEATRE PROJECT TOKYO」Vol.11
  - 1995年（平成7年）9月14日 - 27日、10月5 - 8日 東京・ベニサン・ピット、9月30日 - 10月3日 大阪・近鉄アート館
  - 演出：デヴィッド・ルヴォー。通訳：児玉寿愛
  - 出演：佐藤オリエ、堤真一、松本紀保、松浦佐知子
  - ※ 『班女』と併演。平成7年度芸術祭参加。
- パルコ公演
  - 1996年（平成8年）6月5日 - 23日 東京・PARCO劇場、6月26日 - 29日 大阪・メルパルクホール
  - 演出：美輪明宏
  - 出演：美輪明宏、宇崎慧、伊東知香、由良よし子、中山玲、高森由里子
  - ※ 『卒塔婆小町』と併演。
- パルコ公演
  - 2002年（平成14年）4月5日 - 29日 東京・PARCO劇場、5月1日 富山・オーバード・ホール、
5月7日 仙台市民会館大ホール、5月8日 盛岡市民文化ホール大ホール、
5月11日 浜松・アクトシティ浜松大ホール、5月13日 - 14日 名古屋・愛知厚生年金会館、
5月16日 - 17日 福岡市民会館、5月18日 広島郵便貯金ホール、5月21日 - 25日 大阪・シアター・ドラマシティ
  - 演出：美輪明宏
  - 出演：美輪明宏、宅麻伸、仮屋ルリ子、高森由里子、中山玲、小松花奈子、ほか
  - ※ 『卒塔婆小町』と併演。
- 劇団　世 amI
  - 2013年8月3日～4日　韓国における初の三島由紀夫の上演  Miryang Perfoming Arts Festival2013公式招聘
  - 2013年8月8日～11日　チョンチュンアビ・アートホール（釜山）
  - 2013年8月15日～18日　第七秘密基地
  - 演出：金世一  出演：美加里、泉陽二、久保庭尚子、李知映

### テレビドラマ化
- 文芸アワー『葵の上』（日本テレビ） 1962年（昭和37年）8月10日 金曜日 22:00-22:30
  - 演出：戌井市郎、梅谷茂。音楽：黛敏郎
  - 出演：北城真記子、神山繁、稲野和子、伊藤幸子

## 班女
「班女」（はんじょ）は1955年（昭和30年）、雑誌『新潮』1月号に掲載された。原典『班女』のシテの〈豊かな表現〉について三島は、〈孤独なままで、その感情の振幅だけで、劇を作り上げて〉いて、〈心理解剖もせず、分析もせずに、捨てられた女の嗟嘆が、そのまま劇的クライマックスまで、持つて行かれてしまふのである〉と賛嘆している。
そして同じような性質を持つヒロインが描かれた『欲望という名の電車』の〈アメリカの色きちがひ〉と比し、〈日本中世の色きちがひ〉は〈品格〉があるとして、近代劇の狂女は他の登場人物と〈おなじ次元の上で対立を余儀なくされる〉が、『班女』の狂女は、〈他の登場人物の住んでゐる世間から、狂気によつて高く飛翔した。あるひは深く沈潜した、一種の神なのであつた〉と解説している。
また、自作の『班女』にも愛着があるとし、そのシテには、リルケの『マルテの手記』で描かれているポルトガルの尼僧などの「愛する女性」の面影、リルケが描いたサフォーの女性イメージを重ねたとしている。
さらに、〈小さくても完全なものには、巨大なものには、求められない逸楽があり、必ずしも偉大でなくても、小さく澄んだ崇高さがありうる〉と前置きした上で、〈原曲の意図も、拙作の意図も、捨てられた狂女の心にひそむこの小さな崇高さと、小さな秘密の逸楽の表現にある〉としている。

### あらすじ
画家志望の40歳の女・本田実子は不安であった。彼女の家に住まわせている美女・花子の古風なロマンスのことが新聞記事になってしまったからだ。花子はかつてひとりの男・吉雄を愛し、扇を交換した。いつか会えることを願って駅のベンチで男を待ち続けているうちに狂気に陥ってしまっていた。
狂女・花子が扇を手に、来る日も来る日も駅で吉雄を待っている。その記事がいずれ吉雄の目にとまり、二人が再会してしまうのではないかと実子は恐れた。実子は花子の美しさを愛し、その美を独占し続けるつもりで、花子を描いた絵だけは一切発表しなかった。世間から花子を遠ざけるため、実子は花子を旅行に誘うが、花子は聞く耳をもたない。ずっとここであの人を待っていると言う。
新聞記事をみた吉雄が扇をもって実子の家を訪れた。実子は必死に吉雄を家に入れまいと妨害するが、花子が部屋から現われ吉雄と対面する。しかし、吉雄を見た狂女・花子は、あなたは吉雄さんのお顔ではないと言う。吉雄は失意のうちに去って行く。そして再び、花子の待つ人生、実子の何も待たない人生が続く。

### おもな舞台公演
- 中央公論社公演
  - 1957年（昭和32年）4月12日 東京・中央公論社ギャラリー
  - 演出：三島由紀夫。翻訳：ドナルド・キーン。節付；武智鉄二。音楽；黛敏郎
  - 出演：ヘレン・マッカルパイン、マーガレット・エヴァンス、アイヴァン・モリス、ほか
  - ※ 英語上演。
- 西ドイツ大使館主催公演
  - 1959年（昭和34年）4月1日 東京・ドイツ・クラブO・A・G
  - 演出：ヘレン・マッカルパイン。作曲：黛敏郎
  - 出演：ヘレン・マッカルパイン、ほか
  - ※ 『綾の鼓』、『葵上』と併演。英語上演。
- NLT＋新宿文化提携アートシアター 三島由紀夫作“近代能楽集”ナイター公演
  - 1965年（昭和40年）5月19日 - 6月3日 東京・アートシアター新宿文化
  - 演出：水田晴康
  - 出演：村松英子、賀原夏子、小林博
  - ※ 『弱法師』と併演。
- 三島由紀夫「近代能楽集」上演委員会主催公演 I
  - 1976年（昭和51年）7月3日 - 13日 東京・国立劇場小劇場
  - 演出：福田恆存、荒川哲生。美術；金森馨
  - 出演：坂東玉三郎、村松英子、楠侑子、中山仁
  - ※ 『卒塔婆小町』（3 - 6日）、『綾の鼓』、『班女』（3日 - 13日）、『弱法師』（7日 - 13日）と連続公演。
  - ※ キングレコードより1976年（昭和51年）12月、舞台録音のLPレコード発売。
  - ※ 新潮カセットブック「近代能楽集（一）」として1991年（平成3年）6月、舞台録音のカセットテープ発売。
- 日生劇場公演 坂東玉三郎の美の世界
  - 1977年（昭和52年）12月3日 - 25日 東京・日生劇場
  - 演出：福田恆存、荒川哲生
  - 出演：坂東玉三郎、楠侑子、東村元行
  - ※ 泉鏡花作『天守物語』と併演。
- モニカ・ヴィニャオ公演（利賀フェスティバル'90）
  - 1990年（平成2年）8月6日 - 7日 富山県利賀芸術公園利賀山房
  - 演出：モニカ・ヴィニャオ
  - 出演：シルヴィア・デートリッヒ、ほか
- プロツー・カンパニー公演 芸術祭主催公演「三島由紀夫近代能楽集」
  - 1990年（平成2年）11月6日 - 12日 東京・サンシャイン劇場
  - 演出：遠藤宣彦
  - 出演：神崎愛、金沢碧、新藤栄作
  - ※ 『道成寺』と併演。
- T.P.T 「THEATRE PROJECT TOKYO」Vol.11
  - 1995年（平成7年）9月14日 - 27日、10月5 - 8日 東京・ベニサン・ピット、9月30日 - 10月3日 大阪・近鉄アート館
  - 演出：デヴィッド・ルヴォー。通訳：児玉寿愛
  - 出演：松本紀保、佐藤オリエ、堤真一
  - ※ 『葵上』と併演。平成7年度芸術祭参加。
- 万の会 第19回蝸牛の会
  - 1996年（平成8年）10月25日 東京・国立能楽堂
  - 演出：野村万蔵
  - 出演：村松英子、谷育子、野村良介
  - ※ 能『班女』と併演。

### ラジオドラマ化
- 現代劇場『班女』（文化放送） 1957年（昭和32年）12月27日
  - 脚色・演出：武智鉄二。音楽：湯浅譲二
  - 出演：水谷八重子、長岡輝子、山内明

## 道成寺
「道成寺」（どうじょうじ）は1957年（昭和32年）、雑誌『新潮』1月号に掲載された。三島は原典の『道成寺』の〈目に見える巨大な主題〉の鐘と、〈無限の効果〉を出す乱拍子が要で、〈一にも二にも鐘であつて、すべては単純で力強い主題に集中してをり、しかも鐘は、煩悩と解脱を二つながら象徴してゐる〉と解説しているが、それは自身の『道成寺』の、〈世界もその中に呑み込まれて〉しまいそうな巨大な衣裳箪笥と、〈能の小鼓を打つごとき奇異なる掛声と小鼓や大鼓に似た打楽器の音、横笛に似た音などが起り、下段の値踏みのセリフに応じて、能の乱拍子の効果を出す〉という演出の意図と繋がっている。

### あらすじ
古道具屋で骨董家具の競売が行われている。商品として出されたのは、巨大な洋風衣裳箪笥。何百着の衣裳を入れてもまだ余るほどの、とても巨大で高品質の衣裳箪笥であった。客が次々と高額で入札しているところへ、踊り子と称する美しい娘・清子がやって来て、その箪笥は3000円の値打ちしかないと言い放った。
清子はこの箪笥の出所を暴露する。かつてこの箪笥は、資産家・桜山家の夫人が若い愛人・安をかくまうために使っていたこと、そしてそのことに気づいた桜山が、中に隠れていた安をピストルで銃殺し、箪笥が血まみれになったことを、清子は話し出した。客たちは教えてくれた清子にお礼を言いながら、次々と帰ってゆく。
怒った骨董店の主人に、清子は話の続きを聞かせる。箪笥の中で殺された青年・安は清子の恋人でもあった。彼女はこの箪笥を手に入れるためにやってきたのだ。その箪笥の中で恋人を思いながら、愛されなかった自分の若い美しい顔が醜く変貌することを願っているのだという。しかし主人は50000円以下では箪笥を売ろうとしない。すると清子は箪笥の中へ入って鍵をかけてしまった。清子は手に硫酸の小瓶を持っていた。
やがて箪笥の中から清子は、硫酸をかぶらず、美しい顔のまま出てきた。四方の鏡の中で焼けただれた顔の幻影を見たが、その時に清子は、どんな怖ろしい悲しみも嫉妬も怒りの思いも、それだけでは人間の顔を変貌することができないのだと悟り、自然と和解することにしたのだという。そして、もう箪笥はいらないと言って、名刺をもらってナンパされた競売客の男の1人に会いに骨董店をあとにする。

### おもな舞台公演
- 三島由紀夫「近代能楽集」上演委員会主催公演 II
  - 1979年（昭和54年）6月5日 - 13日 東京・国立劇場小劇場
  - 演出：芥川比呂志
  - 出演：杉浦直樹、藤真利子、南美江、立川光貴、小川隆一、ほか
  - ※ 『邯鄲』、『葵上』と併演。
- 佐藤正隆事務所プロデュース第1回公演
  - 1988年（昭和63年）6月23日 - 7月3日 東京・三百人劇場、7月5日 京都府立勤労会館、
7月6日 - 7月7日 大阪・毎日ホール、7月9日 金沢・石川県文教会館ホール
  - 演出：村田元史
  - 出演：仲谷昇、山下智子、小泉博、福田公子、坂本長利、ほか
  - ※ 『葵上』と併演。
- プロツー・カンパニー公演 芸術祭主催公演「三島由紀夫近代能楽集」
  - 1990年（平成2年）11月6日 - 12日 東京・サンシャイン劇場
  - 演出：横内謙介
  - 出演：嶋田久作、住田隆、佐倉しおり、西田康人、六角精児、中原三千代、ほか
  - ※ 『班女』と併演。
  - ※ 1991年（平成3年）1月13日、NHK衛星第二で舞台中継。

### ラジオドラマ化
- 国際演劇月参加特別番組『道成寺』（ラジオ東京） 1957年（昭和32年）6月18日
  - 脚色・演出：武智鉄二
  - 出演：伊藤武雄、水谷八重子、金田龍之介、久門祐夫、渡辺千世、泉大助、緒方敏也、ほか

## 熊野
「熊野」（ゆや）は1959年（昭和34年）、雑誌『聲』4月号に掲載された。なお、この4年前に歌舞伎舞踊化もしているが、その際に三島は原典の『熊野』の〈わかりにくくなる要素〉をわかりやすくするために、宗盛の性格を〈思ひきり闊達な、享楽好きの、豪放な〉男性に仕立てたとしている。

### あらすじ
美しい女・熊野（ユヤ）は、大実業家の宗盛に愛人としてかこわれ、豪勢なマンションで暮していた。ある春の桜の季節、ユヤは、母親の病気を理由に、実家の北海道に帰らせてくれと宗盛に願い出ていた。部屋は片付いており、既に旅行の支度もできている。
しかし宗盛は、今日は花見に行こうとしきりに誘った。今日の盛りの桜の花は今という時間にしか見られないのだと言い、美しい盛りのユヤを伴って花見をしたいと言って、母の危篤に一刻も早く駆けつけたいというユヤの申し出を聞き入れない。
ユヤの友人・朝子が現われて、ユヤの母からの手紙を持ってくる。そこには死ぬ前に一目、娘に会いたいという母の心情が切々と綴られていた。その手紙を聞かされても、宗盛はユヤを花見に誘うが、バルコニーで話しているうちに雨もようとなり、ユヤは宗盛の許可を得て旅立ちに向けて部屋を出ようとする。
そこへ、宗盛の秘書である山田が入って来た。ユヤの母親・マサも一緒だった。マサは小太りで元気そうである。マサは山田にすべて白状していた。母親が病気という話はユヤの仕組んだ嘘だった。ユヤには、北海道の自衛隊で働く恋人・薫がいたのだった。本当の母親もユヤが15歳のときにすでに死亡していた。ユヤは恋人に会うために宗盛に嘘の里帰りの理由を考えたのだった。薫とは結婚を約束していて、愛人稼業は結婚資金のためであったことも、すべて山田が調べてきていた。
マサや山田らが部屋を出て、ユヤと宗盛が2人きりになった。しかし、宗盛は怒らない。マンションの外では、雨が降って、遠くの桜が濡れていた。ユヤは、「ひどい雨ね。今日はお花見ができなくて残念」と言うと、宗盛は、捲きついていたユヤの腕をとき、手を握ったまま、「いや、俺はすばらしい花見をしたよ。……俺は実にいい花見をした」とユヤを遠くから見つめるようにして言った。

### おもな舞台公演
- 新宿文化プロデュース・アートシアター演劇公演 No.29
  - 1967年（昭和42年）11月17日 - 12月2日 東京・アートシアター新宿文化
  - 演出：堂本正樹
  - 出演：楠侑子、真咲美岐、小林トシ子、木島新一、早野寿郎
  - ※ 『葵上』と併演。昭和42年度芸術祭参加。
- 三島由紀夫「近代能楽集」上演委員会主催公演 III
  - 1981年（昭和56年）7月7日 - 15日 東京・国立劇場小劇場
  - 演出：実相寺昭雄。音楽：石井真木
  - 出演：藤村志保、瀬下和久、富沢亜古、小沢幹雄、高杉早苗、ほか
  - ※ 『卒塔婆小町』、『源氏供養』と併演。
- 佐藤正隆事務所公演 芸術祭主催公演「三島由紀夫近代能楽集」
  - 1990年（平成2年）11月16日 - 27日 東京・三百人劇場
  - 演出：村田元史
  - 出演：岡田真澄、山下智子、北村岳子、関時男、松村彦次郎
  - ※ 『弱法師』と併演。
- 万の会 第25回蝸牛の会
  - 1998年（平成10年）3月25日 東京・国立能楽堂
  - 演出：野村万蔵
  - 出演：村松英子、大山克巳、野中マリ子、横山道代、野村良介
  - ※ 能『熊野』と併演。

### ラジオドラマ化
- ドラマ自由席『熊野 ― 近代能楽集のうち』（ラジオ東京）1961年（昭和36年）11月5日
  - 出演：北里深雪、清水将夫、増山江威子、高橋とよ、野々浩介、ほか

## 弱法師
「弱法師」（よろぼし）は1960年（昭和35年）、雑誌『聲』7月号に掲載された。原典の『弱法師』では、夕日を「極楽」と見ているが、この戯曲『弱法師』では「地獄」を見たという違いとなっている。三島は自作について、〈終末観に腰をすえた少年が、いかに大人の世界に復讐するか〉という話だとし、最後の台詞は、〈現実的なもの全部に対する敗北〉を意味していると説明している。

### あらすじ
晩夏の午後の家庭裁判所の一室で、川島、高安の2組の夫婦が俊徳の親権を争っている。俊徳は高安夫妻の子供であった。しかし、5歳の時、空襲の戦火の中で両親とはぐれ、火で目を焼かれて失明し浮浪児となっているところを川島夫妻に拾われ、15年間育てられて20歳になっていた。
2組の話し合いの決着がつかず、調停委員の桜間級子は俊徳を部屋に呼ぶ。俊徳は育ての親の川島夫妻を奴隷のように扱い、肉親の愛情を訴えようとする高安夫妻も虫けらのように扱って、「僕は裸の囚人ですね？」と聞き、自分の言うことになんでも同意しなければ親としての資格はないと言う。
埒が明かないので、桜間級子は親たちを別室に引き取らせ、俊徳とだけで話をする。そのときちょうど夕日が沈むところで、級子は西窓に夕焼けを見る。俊徳はその夕焼けを地獄の東門へ沈んでゆく、僕にも見えると言い、「あれはこの世のおわりの景色なんです」と、戦火の地獄の思い出を激しく語り出す。そして級子に向かって、「この世のおわりを見たね？」と同意を求める。
級子はしばらくの躊躇の後、「いいえ、見ないわ」と否定した。俊徳は反発し級子を邪険にするが、彼女は「ずっとあなたのそばにいる」と言う。俊徳はやや落着きを取り戻し、店屋物の食事を級子に頼む。そして、電灯をつけて部屋から出て行く級子に向かい、「僕ってね、……どうしてだか、誰からも愛されるんだよ」と呟く。

### おもな舞台公演
- NLT＋新宿文化提携アートシアター 三島由紀夫作“近代能楽集”ナイター公演
  - 1965年（昭和40年）5月19日 - 6月3日 東京・アートシアター新宿文化
  - 演出：寺崎嘉浩
  - 出演：勝呂誉、奥野匡、真咲美岐、近藤準、宮内順子、丹阿弥谷津子
  - ※ 『班女』と併演。
- 三島由紀夫「近代能楽集」上演委員会主催公演 I
  - 1976年（昭和51年）7月3日 - 13日 東京・国立劇場小劇場
  - 演出：蜷川幸雄。美術；金森馨
  - 出演：岸田今日子、諏訪圭一、南祐輔、上月左知子、嵯峨三智子
  - ※ 『卒塔婆小町』（3 - 6日）、『綾の鼓』、『班女』（3日 - 13日）、『弱法師』（7日 - 13日）と連続公演。
  - ※ キングレコードより1976年（昭和51年）12月、舞台録音のLPレコード発売。
  - ※ 新潮カセットブック「近代能楽集（一）」として1991年（平成3年）4月、舞台録音のカセットテープ発売。
- 東京グローブ座特別公演「三島由紀夫メモリアル」
平岡紀子プロデュース ダンス・ネオ・ミシマ「エクリプス（月蝕） ―近代能楽集より」
  - 1990年（平成2年）1月17日 - 21日 東京グローブ座
  - 構成・演出・振付：竹邑類。製作；平岡紀子
  - 出演：安達悦子、田島徹也、橋本さとみ、鈴木レイ子、前田清実、ほか
  - ※ ダンス化。「新月の章 ―弱法師」として上演。
  - ※ 『葵上』のダンス化「三日月の章 ―葵上」と同時上演。
- 佐藤正隆事務所公演 芸術祭主催公演「三島由紀夫近代能楽集」
  - 1990年（平成2年）11月16日 - 27日 東京・三百人劇場
  - 演出：萩原朔美
  - 出演：范文雀、いちょう光暢、小泉博、山乃広美、関時男、田根楽子
  - ※ 『熊野』と併演。
- 万の会 第21回蝸牛の会
  - 1997年（平成9年）2月22日 東京・国立能楽堂
  - 演出：野村万蔵。笛；一噌幸弘
  - 出演：野村良介、村松英子、滝田裕介、谷育子、森田順平、入江若葉
  - ※ 能『弱法師』と併演。
- ホリプロ制作公演
  - 2001年（平成13年）7月12日 - 14日 彩の国さいたま芸術劇場大ホール、
7月20日 - 21日 新潟・りゅーとぴあ新潟市民芸術文化会館劇場、
7月25日 - 27日 大阪・シアター・ドラマシティ、7月31日 - 8月12日 東京・Bunkamura シアターコクーン
  - 演出：蜷川幸雄
  - 出演：藤原竜也、高橋惠子、筒井康隆、鷲尾真知子、清水幹生、神保共子
  - ※ 『卒塔婆小町』と併演。
  - ※ 2001年（平成13年）6月27日 - 30日 ロンドン・バービカン劇場で上演。

## 源氏供養
「源氏供養」（げんじくよう）は1962年（昭和37年）、雑誌『文藝』3月号に掲載された。三島はこの曲を廃曲にし、生前は単行本収録および上演は拒否していた。〈題材としてアダプトすることがまちがいだった〉と三島は三好行雄との対談で回顧している。

### あらすじ
海を見渡す浦田岬の崖上の松林に美人作家・野添紫の文学碑が立っている。晩春の午後、2人の文学青年が手に小説「春の潮」を携えてやって来た。「春の潮」は野添紫の大ベストセラー小説で、主人公は絶世の美男・藤倉光。光は54人の女性に愛されながらも、最後はこの浦田岬の崖の上から身を投げて自殺するという物語であった。作者の野添紫は、この小説を書き財産を手に入れたところで、子宮ガンで死んでしまったのであった。
2人の文学青年は文学碑の前で、「春の潮」の主人公・藤倉光がまるで実在した人間かのように、光がなぜ死んだのかを熱く語り合い、光が身を投げたコースを辿ってみよう、などと言っていた。あたりが暗くなり春雷が轟きはじめた。2人があわてて見物を急ぎ、あっちだ、こっちだと言いながらコースを回っているとき、文学碑の後ろからスラックスに丸首セーターを着た1人の中年の女が現われた。そして碑の上にぞんざいに腰かけ、足を組んで煙草をふかした。あたりがまた明るくなり、文学碑の前に戻ってきた2人の青年は女を見ておどろく。
青年たちから誰かと問われても、女はただ、「私はこの石碑に座る権利のある女」としか答えず、石碑のほとりに2人を招き、肩に手をかけ、「ここから見ててごらん、本当の光を見せてあげる」と言った。見ると、「春の潮」の主人公・光が夕映えに照らされた松かげから現れた。2人はすごい美男子の光に感動し、小説の光の容姿の描写を暗誦して見ていると、光は松のまわりをぐるぐる廻ったあと、崖から身を投げた。しかし、また松林から光が現われた。そして何度も同じことをくり返した。やがて青年2人は、女の話ぶりや説明から、彼女が野添紫の霊だとわかる。
野添紫は自分が死んだのは、読者の皆が実在を信じたがった主人公を創り出しながらも、その主人公を救ってやらなかった報いのためだと語りだした。そして紫は、小説を書くことは実在のまねごとをして人をたぶらかすこと、それは罪だと私は知っていたから、せめて私は救済のまねごとまでは遠慮したのに、それが却って天の妬みを受けたのだと言った。なぜなら、光のような救済の輝きだけを身に浴びて、救済を拒否するような人間こそ、天は創りたくても創れず、それが創れるのは芸術家だけだから、それが天を怒らせるのだと言った。
紫が子宮ガンの苦しみを文学的に語っている最中、観光バスで来た団体客が近づいてくる音がし、紫は石碑のうしろへ消えていった。青年2人は、また松のかげから光が現れたのを発見するが、落ち着いてよく見ると、それは回転式灯台の光りであった。紫から受け取った血だらけのハンカチも、真っ白なままに戻っていた。2人は、「だまされた、文学なんかとは縁切りだ」と言い、持っていた本を捨てる。そして、観光バスの団体客たちが、文学碑の前でガイドの朗々とした説明を聞いているのを見て、青年2人は、「ははははは」と笑い出す。

### 舞台公演
- 三島由紀夫「近代能楽集」上演委員会主催公演 III
  - 1981年（昭和56年）7月7日 - 15日 東京・国立劇場小劇場
  - 演出：吉田喜重。音楽：久石譲
  - 出演：真帆志ぶき、嵐市太郎、堀内正美、臼井裕二、渡辺喜夫、ほか
  - ※ 『卒塔婆小町』、『熊野』と併演。
- てふの会第6回公演
  - 1982年（昭和57年）5月 東京・ジァンジァン
  - 演出：長由紀子
  - 出演：白崎知子、宮崎洋司、ほか

## Long After Love
「Long After Love」（ロング・アフター・ラブ）は1971年（昭和46年）、雑誌『中央公論』5月号に掲載された。ニューヨーク公演用に、『卒塔婆小町』『葵上』『班女』の3曲に、繋ぎの場面を入れた多幕物。

### あらすじ
I. SOTOBA・KOMACHI
『卒塔婆小町』のあらすじ。
「今急に俺の家の猫がペンキ壺を引っくり返したような気がしたのだ」、という声。小町は、「それも私の罪じゃないのさ。私の知ったことじゃないのさ」、「恋が自然にその身を滅ぼし、夢みただけの報いをうけ、私が手を下すまでもなく、いい気持で死んでいったんだよ」、「私の顔の美しさから、つまらぬ幻を引き出して、その報いで死んだだけのことだもの。それ以来私は、私の顔を美しいという男は、きっと死ぬもんだと思うようになったんだ」と言う。
II. カーテン前
夜半の公園から詩人の屍体が乞食たちと巡査によって運ばれていく。これを驚いてまじまじと見る光に巡査が不審尋問する。光は木立の向うの病院に入院している妻の見舞いに行くんだと言う。
III. LADY・AOI
妻・葵の寝顔を見て安心した光は、看護婦に先ほど屍体を見た話をする。光は、「あれは僕自身の屍体じゃないか、僕は忌まわしい美女、齢百にも及ぶ女に恋して、その女のために身を滅ぼして、今死んだばかりのような気がしたんだ」、「僕には、女房のほかに、いつもどこか遠いところに女がいて、その女がじっと僕を見つめているような気がする」、「僕はその女から遁れられないという気がする。いつも遠くて、いつも近くにいるような気がする」と言う。
『葵上』のあらすじ。
IV. 公園
葵の死後、光と看護婦は恋人になったが、今では光の方は倦きていて、2人でベンチに座って夢に殺された葵の話などをしている。光は急に遠い記憶を思い出す。それは自分の思い出ではないが、自分の記憶のような気がした。光は、旅で出会った女に、又来ると言って約束して別れたような気がしたと言う。看護婦は、「夢にお気をつけなさい。真夜中に出る幽霊なんかより、もっと怖ろしいのは午後の幽霊なのよ」、「それはいい日和に突然現われるの」、「あなたはもうじきそれにお会いになるでしょう」と言う。
V. HANJO
『班女』のあらすじ。

### 舞台公演
- T.P.T 「THEATRE PROJECT TOKYO」Vol.30
  - 2000年（平成12年）3月17日 - 4月16日 東京・ベニサン・ピット、4月21日 - 30日 大阪・エイトスタジオ
  - 演出：デヴィッド・ルヴォー、山下晃彦
  - 出演：麻実れい、山本亨、佐々木蔵之介、小山萌子、松浦佐知子、ほか
  - ※ 『班女』の部分をカットして、『卒塔婆小町』、『葵上』の部分で構成。

## 附子
「附子」（ぶす）は1971年（昭和46年）、雑誌『中央公論』4月号に掲載された。ニューヨーク公演用に、近代能を並べる単調さを避けるために創作されたもので、原典は狂言の『附子』である。当初は狂言の『花子』も候補に挙がっていた。

### あらすじ
ニューヨークの3rdアヴェニューにある高級アンティーク店・Duke Laspootinov（デューク・ラスプーチノフ）には、初老のケチな主人と2人の若者の店員・Keichi と Chiz がいた。ある日の午後5時ごろ、主人はカクテル・パーティーに行くから、閉店まで留守番をするように2人の店員に言って出かけて行った。
2人は、主人が大事にしまっている、毒が入っているという東洋風の瓶を開けて見る。その瓶はアイスボックスの仕掛けとなっていて、中にはキャビアとレモンが入っていた。2人は主人の葡萄酒も持ってきてキャビアをどんどん食べてしまった。
主人が帰ってきた。そして、空の酒瓶がころがり困っている2人を見て怒り出した。2人は店の高価な陶器を主人に次々と投げつけ、タピストリーを引き裂きながら逃げ回った。2人が店から逃げて行き、店には、両手に壊れやすい物を一杯かかえて身動きできずに立っている主人が残された。その傍の変なポーズの仏像と全く同じポーズで。

## おもな刊行本
- 『綾の鼓』（未来社・未来劇場6、1953年10月15日）
  - 紙装。収録内容：作者の言葉、綾の鼓―近代能楽集ノ内。本文冒頭に、一条龍夫による装置図・平面図。
  - 本書はそのまま台本として使用できるようになっており、巻末に「演出ノート」、「附帳」（スタッフ、キャスト用）、「上演許可願」ほかの欄がある。
  - ※ のち、1953年（昭和28年）11月10日に、『未来劇場 第二巻』として、秋田雨雀「国境の夜」、飯沢匡「崑崙山の人々」と共に3冊セット（機械函入）で発行。
- 『近代能楽集』（新潮社、1956年4月30日）NCID BA4231797X
  - 紙装。A5変型判。フランス装。夫婦函。
  - 収録作品：「邯鄲」「綾の鼓」「卒塔婆小町」「葵上」「班女」
  - 「あとがき」末尾に、「初演及び特殊演出による上演の目録」。
- 文庫版『近代能楽集』（新潮文庫、1968年3月25日。改版2004年）
  - 白色帯。解説：ドナルド・キーン。
  - 収録作品：「邯鄲」「綾の鼓」「卒塔婆小町」「葵上」「班女」「道成寺」「熊野」「弱法師」
  - ※ 改版2004年より、カバー改装：新潮社装幀室
- 新装版『近代能楽集』（新潮社、1976年5月30日）
  - 紙装。A5変型判。黒色帯。夫婦函。
  - 収録作品：「邯鄲」「綾の鼓」「卒塔婆小町」「葵上」「班女」
  - 1956年初版刊行本の復刻の体裁だが、函題簽の位置、本文用紙、背表紙の書体等に若干の差異がある。
- 新装版『近代能楽集』（新潮社、1990年9月10日）
  - 装幀：菊地信義。紙装。筒函。函（裏）にドナルド・キーン、佐伯彰一による作品評。
  - 収録作品：「邯鄲」「綾の鼓」「卒塔婆小町」「葵上」「班女」「道成寺」「熊野」「弱法師」
- 英文版『Five Modern No Plays』（訳：ドナルド・キーン）（Tuttle Pub、1989年12月15日。他）

### 全集収録
- 『三島由紀夫全集20（戯曲I）』（新潮社、1975年2月25日）
  - 装幀：杉山寧。四六判。背革紙継ぎ装。貼函。
  - 月報：梅田晴夫「紅茶の《はしご》」。《評伝・三島由紀夫 22》佐伯彰一「伝記と評伝（その13）」。《同時代評から 22》虫明亜呂無「『近代能楽集』『喜びの琴』をめぐって」
  - 収録作品：「東の博士たち」「あやめ」「火宅」「愛の不安」「灯台」「ニオベ」「聖女」「魔神礼拝」「邯鄲」「綾の鼓」「艶競近松娘」「卒塔婆小町」「只ほど高いものはない」「夜の向日葵」「室町反魂香」
  - ※ 同一内容で豪華限定版（装幀：杉山寧。総革装。天金。緑革貼函。段ボール夫婦外函。A5変型版。本文2色刷）が1,000部あり。
- 『三島由紀夫全集21（戯曲II）』（新潮社、1974年12月25日）
  - 仕様は上記と同様。
  - 月報：矢代静一「とりとめもないこと」。《評伝・三島由紀夫 20》佐伯彰一「伝記と評伝（その11）」。《同時代評から 20》虫明亜呂無「『わが友ヒットラー』をめぐって」
  - 収録作品：「地獄変」「葵上」「若人よ蘇れ」「溶けた天女」「ボン・ディア・セニョーラ」「鰯売恋曳網」「班女」「熊野」「三原色」「船の挨拶」「白蟻の巣」「芙蓉露大内実記」「大障碍」「鹿鳴館」「道成寺」
- 『三島由紀夫全集22（戯曲III）』（新潮社、1975年3月25日）
  - 仕様は上記と同様。
  - 月報：中村真一郎「三島君の回想」。《評伝・三島由紀夫 23》佐伯彰一「伝記と評伝（その14）」。《同時代評から 23》虫明亜呂無「三島由紀夫のドラマツルギー」
  - 収録作品：「朝の躑躅」「薔薇と海賊」「むすめごのみ帯取池」「熊野」「女は占領されない」「熱帯樹」「弱法師」「十日の菊」「黒蜥蜴」
- 『三島由紀夫全集23（戯曲IV）』（新潮社、1974年11月25日）
  - 仕様は上記と同様。
  - 月報：松浦竹夫「雪翁はもういない」。《評伝・三島由紀夫 19》佐伯彰一「伝記と評伝（その10）」。《同時代評から 19》虫明亜呂無「『サド侯爵夫人』をめぐって」
  - 収録作品：「源氏供養」「喜びの琴」「美濃子」「恋の帆影」「サド侯爵夫人」「憂国」「アラビアン・ナイト」「朱雀家の滅亡」「ミランダ」「わが友ヒットラー」
- 『三島由紀夫全集24（戯曲V）』（新潮社、1975年4月25日）
  - 仕様は上記と同様。
  - 月報：庄野潤三「昔の友」。山田庄一「文楽『弓張月』の成立」。《評伝・三島由紀夫 24》佐伯彰一「伝記と評伝（その15）」。《同時代評から 24》虫明亜呂無「三島由紀夫と歌舞伎・能」。口絵写真撮影：篠山紀信
  - 収録作品：「癩王のテラス」「椿説弓張月」「文楽 椿説弓張月」「附子」「LONG AFTER LOVE」「ブリタニキュス」「プロゼルピーナ」「聖セバスチャンの殉教」「ボクシング」「オルフェ」
- 『三島由紀夫戯曲全集 上巻』（新潮社、1990年9月10日）
  - 四六判。2段組。布装。セット機械函。
  - 収録作品：「東の博士たち」「狐会菊有明」「あやめ」「火宅」「愛の不安」「灯台」「ニオベ」「聖女」「魔神礼拝」「邯鄲」「綾の鼓」「艶競近松娘」「卒塔婆小町」「紳士」「只ほど高いものはない」「夜の向日葵」「室町反魂香」「地獄変」「葵上」「若人よ蘇れ」「溶けた天女」「ボン・ディア・セニョーラ」「鰯売恋曳網」「ボクシング」「班女」「恋には七ツの鍵がある」「熊野」「三原色」「船の挨拶」「白蟻の巣」「芙蓉露大内実記」「大障碍」「鹿鳴館」「オルフェ」「道成寺」「ブリタニキュス」「朝の躑躅」「薔薇と海賊」「むすめごのみ帯取池」〔初演一覧〕
  - ※ 下巻と2冊組での刊行。
- 『三島由紀夫戯曲全集 下巻』（新潮社、1990年9月10日）
  - 仕様は上巻と同様。
  - 収録作品：「熊野」「女は占領されない」「熱帯樹」「プロゼルピーナ」「弱法師」「十日の菊」「黒蜥蜴」「源氏供養」「喜びの琴」「美濃子」「恋の帆影」「聖セバスチャンの殉教」「サド侯爵夫人」「憂国」「アラビアン・ナイト」「朱雀家の滅亡」「ミランダ」「わが友ヒットラー」「癩王のテラス」「椿説弓張月」「文楽 椿説弓張月」「附子」「LONG AFTER LOVE」〔初演一覧〕
- 『決定版 三島由紀夫全集21巻 戯曲1』（新潮社、2002年8月10日）
  - 装幀：新潮社装幀室。装画：柄澤齊。四六判。貼函。布クロス装。丸背。箔押し2色。
  - 月報：加藤典洋「その世界普遍性」、福島章「三島由紀夫と精神医学」、〔天球儀としての劇場1〕田中美代子「形態（フォルム）の魅惑」
  - 収録作品：「メィミィ」「コロンブスの卵」「屍人と宝」「路程」「東の博士たち」「基督降誕記」「やがてみ楯と」「狐会菊有明」「あやめ」「火宅」「愛の不安」「灯台」「ニオベ」「聖女」「魔神礼拝」「邯鄲」「綾の鼓」「艶競近松娘」「卒塔婆小町」「紳士」「只ほど高いものはない」「夜の向日葵「『邯鄲』創作ノート」「『只ほど高いものはない』創作ノート」
- 『決定版 三島由紀夫全集22巻 戯曲2』（新潮社、2002年9月10日）
  - 仕様は上記と同様。
  - 月報：小林信彦「同時代の一読者として」、岸田今日子「わたしの中の三島さん」、〔天球儀としての劇場2〕田中美代子「詩から戯曲へ」
  - 収録作品：「室町反魂香」「地獄変」「葵上」「若人よ蘇れ」「溶けた天女」「ボン・ディア・セニョーラ」「鰯売恋曳網」「ボクシング」「班女」「恋には七ツの鍵がある」「熊野」「三原色」「船の挨拶」「白蟻の巣」「芙蓉露大内実記」「大障碍」「鹿鳴館」「『溶けた天女』創作ノート」「『鹿鳴館』創作ノート」
- 『決定版 三島由紀夫全集23巻 戯曲3』（新潮社、2002年10月10日）
  - 仕様は上記と同様。
  - 月報：宮内勝典「混成化する世界へ」、松山俊太郎「『豊饒の海』なる書名の意義」、〔天球儀としての劇場3〕田中美代子「家族異変」
  - 収録作品：「道成寺」「朝の躑躅」「薔薇と海賊」「舞踏台本 橋づくし」「むすめごのみ帯取池」「熊野」「女は占領されない」「熱帯樹」「弱法師」「十日の菊」「黒蜥蜴」「源氏供養」「『熱帯樹』創作ノート」「『黒蜥蜴』創作ノート」
- 『決定版 三島由紀夫全集24巻 戯曲4』（新潮社、2002年11月8日）
  - 仕様は上記と同様。
  - 月報：立松和平「厳粛なる快楽」、斎藤康一「ファインダーの中の三島さん」、〔天球儀としての劇場4〕田中美代子「政治劇のあとに」
  - 収録作品：「喜びの琴」「美濃子」「恋の帆影」「サド侯爵夫人」「撮影台本 憂国」「アラビアン・ナイト」「朱雀家の滅亡」「ミランダ」「わが友ヒットラー」「『喜びの琴』創作ノート」「『美濃子』創作ノート」「『恋の帆影』創作ノート」「『アラビアン・ナイト』創作ノート」「『朱雀家の滅亡』創作ノート」「『ミランダ』創作ノート」
- 『決定版 三島由紀夫全集25巻 戯曲5』（新潮社、2002年12月10日）
  - 仕様は上記と同様。
  - 月報：織田明「三島さんと『わが毒』」、山中剛史「資料探索の密かな愉しみ」、〔天球儀としての劇場5〕田中美代子「受肉・または俳優の恍惚」
  - 収録作品：「癩王のテラス」「椿説弓張月」「文楽 椿説弓張月」「オルフェ」「ブリタニキュス」「プロゼルピーナ」「トスカ」「聖セバスチャンの殉教」
    - 〔参考作品〕「老人の星」「長唄 螺鈿」「頼政（「あやめ」異稿）」「無題（「黒川伯爵家の……」）「鯉になつた和尚さん」「ちびくろさんぼのぼうけん」「舌切雀」「附子」「LONG AFTER LOVE」「歌劇台本 潮騒」「無題（「あるさびれた海岸の……」）」「清水一角（シノプシス）」「無題（「大東塾……」）」
    - 「『癩王のテラス』創作ノート」「『椿説弓張月』創作ノート」

## 音声資料
- 『三島由紀夫 近代能楽集』（キングレコード、1976年12月21日） - 舞台録音
  - LP盤4枚。ジャケット。夫婦函。『近代能楽集』（新潮文庫）1冊付。
  - ブックレット：佐伯彰一「優雅なる力業」。野村喬「待たれていた『近代能楽集』公演」。石沢秀二「『綾の鼓』演出の根底にあるもの」。福田恆存・荒川哲生「『班女』の演出について」。蜷川幸雄「『卒塔婆小町』『弱法師』私の演出メモから……」。金森馨「能との距離――『近代能楽集』の舞台装置」。藤田洋「四つの作品の俳優たち」掲載。ブックレット・レイアウト：坂口和澄
  - 収録内容：〔1〕綾の鼓（演出：石沢秀二）〔2〕班女（演出：福田恆存）、班女によせて（荒川哲生、村松英子）〔3〕卒塔婆小町（演出：蜷川幸雄）〔4〕弱法師（演出：蜷川幸雄）
  - ※1976年（昭和51年）7月に国立劇場小劇場で行われた「三島由紀夫「近代能楽集」上演委員会主催公演 I」を録音したもの。
- 『近代能楽集（一）弱法師・卒塔婆小町』（新潮社・新潮カセットブック、1991年4月19日）- 舞台録音
  - カセットテープ1巻。ケース装幀：木幡朋介。ジャケット・イラスト：サム・フランシス。ブックレット：佐伯彰一「優雅なる力業」掲載。
  - 収録内容：〔A面〕弱法師（演出：蜷川幸雄）〔B面〕卒塔婆小町（演出：蜷川幸雄）
  - ※1976年（昭和51年）7月に国立劇場小劇場で行われた「三島由紀夫「近代能楽集」上演委員会主催公演 I」を録音したもの。
- 『近代能楽集（二）綾の鼓・班女』（新潮社・新潮カセットブック、1991年6月20日）- 舞台録音
  - カセットテープ1巻。仕様・ブックレットは同上。
  - 収録内容：〔A面〕綾の鼓（演出：石沢秀二）〔B面〕班女（演出：福田恆存）
  - ※1976年（昭和51年）7月に国立劇場小劇場で行われた「三島由紀夫「近代能楽集」上演委員会主催公演 I」を録音したもの。

## 映像資料
- 『三島由紀夫 近代能楽集ノ内「卒塔婆小町」』（株式会社ポルケ、2013年10月31日）
  - DVD1枚。約111分（本編「卒塔婆小町」51分＋特典映像60分）片面1層。字幕：日本語・英語。
  - 映像特典：田中美代子・松岡心平・松本徹「特別鼎談 近代能楽集について」。井上隆史「作品解説」。「山中湖文学の森 三島由紀夫文学館紹介映像」
  - ブックレット146頁：ドナルド・キーン、有元伸子、犬塚潔、井上隆史、佐伯彰一、佐藤秀明、田中美代子、田村景子、堂本正樹、羽田昶、細江英公、松本徹、村上芳正、山内由紀人、山中剛史
  - 監督・演出：根岸吉太郎。撮影：丸池納、向後光徳。美術：小川富美夫。装飾：奥利暁。音楽：吉松隆。音楽プロデューサー：佐々木次彦。録音：尾崎聡。照明：長田達也。衣裳デザイン：黒澤和子。助監督：高橋正弥
  - 出演：寺島しのぶ、北村有起哉
  - ※「2015年 三島由紀夫生誕90年・没後45年記念プロジェクト」作品。原作の台詞を一言一句変えずに収録。
- 『三島由紀夫 近代能楽集ノ内「葵上」』（株式会社ポルケ、2013年10月31日）
  - DVD1枚。約114分（本編「葵上」54分＋特典映像60分）片面1層。字幕：日本語・英語。
  - 映像特典：同上。ブックレット162頁：同上の解説者。
  - 監督・スタッフ、プロジェクトは同上。
  - 出演：中谷美紀、柄本佑、市川実和子